# Девесел
Девесел (рум. Devesel) — село у повіті Мехедінць в Румунії. Адміністративний центр комуни Девесел.
Село розташоване на відстані 272 км на захід від Бухареста, 18 км на південь від Дробета-Турну-Северина, 93 км на захід від Крайови.

## Населення
За даними перепису населення 2002 року у селі проживали 1394 особи.
Національний склад населення села:
| Національність | Кількість осіб | Відсоток |
| -------------- | -------------- | -------- |
| румуни         | 1298           | 93,1%    |
| цигани         | 94             | 6,7%     |

Рідною мовою назвали:
| Мова      | Кількість осіб | Відсоток |
| --------- | -------------- | -------- |
| румунська | 1326           | 95,1%    |
| циганська | 66             | 4,7%     |